# Финокијара (Рагуза)
Финокијара је насеље у Италији у округу Рагуза, региону Сицилија.
Према процени из 2011. у насељу је живело 42 становника. Насеље се налази на надморској висини од 347 м.